# CSI: Crime și Investigații
CSI: Crime și Investigații (engleză: CSI: Crime Scene Investigation) este un serial de televiziune american, ce a avut premiera pe CBS pe 6 octombrie 2000. Acesta are 15 sezoane (plus ultimele 2 episoade intitulate Immortality), ultimul episod fiind difuzat pe data 28 septembrie 2015. Serialul a fost creat de Anthony E. Zuiker și produs de Jerry Bruckheimer. Este filmat în principal în Studiourile Universal din Universal City, California.
CSI urmărește investigațiile unei echipe de criminaliști din Las Vegas care descoperă misterele din spatele unor crime misterioase și neobișnuite. Pentru primele 8 sezoane și jumătate  William Petersen juca rolul Dr. Gil Grissom, asistentul de noapte care excelează în investigări. În mijlocul sezonului 9, mai exact după episodul 10 al acestui sezon William Petersen a plecat și a fost înlocuit cu Laurence Fishburne ca Dr. Raymond Langston, un fost doctor care s-a făcut criminalist pentru a scăpa de amintirile trecutului. La finalul sezonului 11, Laurence Fishburne părăsește serialul și este înlocuit cu Ted Danson, în rolul lui Dr. D.B. Russell, pentru începutul sezonului 12 până la finalul serialului. 
Recepția serialului este, în general, bună, ajungând, de câteva ori, emisiunea numărul unu a postului, deși a fost criticată pentru inacuratețea cu care sunt descrise investigațiile crimelor și scenele foarte violente. CSI a fost nominalizată de mai multe ori pentru premii în industrie, din care a și câștigat 9. Succesul programului a dus la apariția a două alte seriale, o expoziție la Chicago, Muzeul de Știință și Industrie, o serie de cărți și câteva jocuri video.

## Adrese externe
- Site-ul Oficial CSI Arhivat în 11 noiembrie 2018, la Wayback Machine.
- Wiki-ul Oficial CSI Arhivat în 16 decembrie 2008, la Wayback Machine. la CBS
- Blogul Oficial CSI
- GSRForeverLove Arhivat în 4 septembrie 2009, la Wayback Machine.
- CSI Wikia Arhivat în 26 februarie 2009, la Wayback Machine.
- CSI la Yahoo! TV
- CSI: The Experience
- Watching CSI Arhivat în 16 decembrie 2008, la Wayback Machine.
- Episoade întregi din CSI
- CSI la TVGuide.com
- CSI: Crime Scene Investigation la Internet Movie Database

1. ↑  Fernsehserien.de, accesat în 6 iulie 2020